# Norbert Koch
Longinus Johannes Norbert Koch, dit Noppie Koch (né le 22 mars 1932 et mort le 7 décembre 2010) est un cycliste et entraîneur de demi-fond néerlandais.

## Biographie
Durant sa carrière cycliste, Norbert Koch a été champion national en 1959, 1962 et 1963, et médaillé de bronze du championnat du monde professionnel de demi-fond en 1959 et 1960. Il est ensuite blessé dans l'usine dans laquelle il travaille et doit arrêter de courir. Il devient alors entraîneur à motocyclette pour les courses de demi-fond, et emmène Piet de Wit, Leo Proost, Martin Venix et Mattheus Pronk lors de leurs titres de champion du monde,.
Sa réputation d'entraîneur s'étend au-delà des Pays-Bas et il est invité à travailler avec des coureurs allemands et belges tels que Dieter Kemper, Theo Verschueren et Stan Tourné. Alors que l'Union cycliste internationale exige que le coureur et l'entraîneur soient de même nationalité, Koch et Bruno Walrave, un autre entraîneur, obtiennent d'un tribunal néerlandais le retrait de cette règle. Leur requête était fondée sur le risque de perte d'emploi du fait de cette discrimination.
En tant qu'entraîneur, Koch a remporté dix titres mondiaux et 14 européens entre 1965 et 1987. Il met fin à sa carrière en 1988-1989, après avoir été blessé lors d'une chute en course.

## Palmarès sur route
- 1954
  - 6e étape du Tour des Pays-Bas

## Palmarès sur piste

### Championnats du monde
- 1959
  -  Médaillé de bronze du demi-fond
- 1960
  -  Médaillé de bronze du demi-fond

### Championnats d'Europe
- 1959
  -  Médaillé de bronze du demi-fond

### Championnats nationaux
- Champion des Pays-Bas du demi-fond en 1959, 1962, 1963